# Sala do capítulo

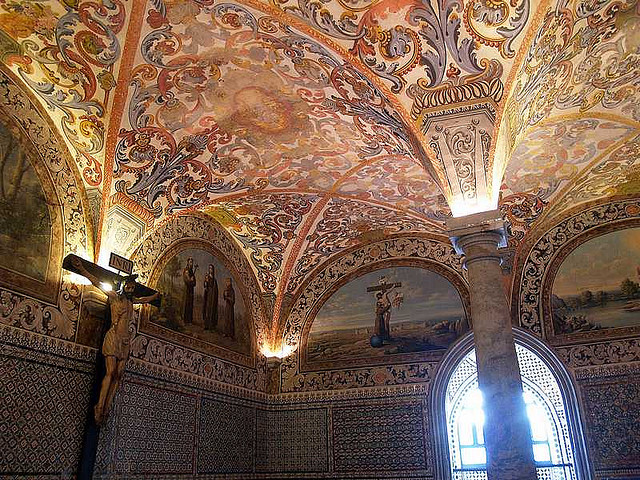
Sala capitular do antigo Convento da Conceição de Beja, Portugal.

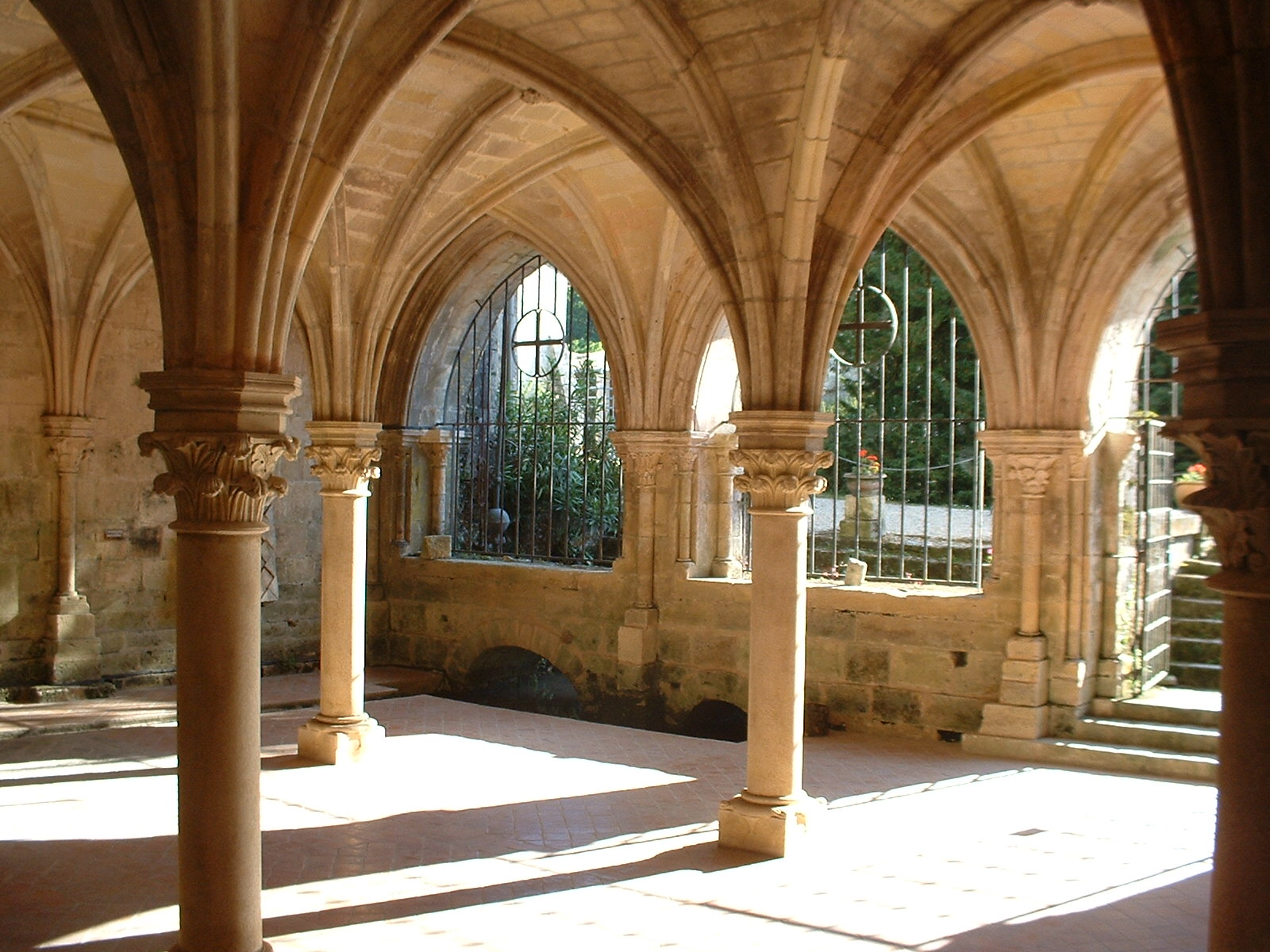
Sala capitular da Abadia de Fontdouce, 1111 e ampliada no século XIII em estilo gótico

A Sala do Capítulo é um salão encontrado em mosteiros, conventos, colegiadas ou catedrais onde era realizado o capítulo, ou seja, as reuniões entre os monges ou cónegos com os seus superiores, como abades, priores ou deões. Nestas assembleias podiam ser discutidas tanto as regras da ordem como questões relacionadas com a administração do mosteiro.
Nos mosteiros, as salas do capítulo eram frequentemente de nobre arquitetura e encontravam-se junto aos claustros. Em Portugal, grandes exemplos de salas capitulares medievais podem ser vistos no Mosteiro de Alcobaça e no Mosteiro da Batalha.